# Xanabad (Yevlax)
Xanabad è un comune dell'Azerbaigian situato nel distretto di Yevlax. Conta una popolazione di 1 699 abitanti.